# 佐伯順子
佐伯 順子（さえき じゅんこ、1961年2月14日 - ）は、日本の比較文化学者。同志社大学教授。学位は、博士（学術）（東京大学・1992年）（学位論文「近代化の中の男と女 -『色』と『愛』の比較文化史」）。
母はオブジェ作家の佐伯統子。

## 人物
東京都生まれ、関西育ちで、箕面市立南小学校、神戸女学院中学部、東京学芸大学教育学部附属高等学校卒。学習院大学で堀越孝一にホイジンガを学び、東京大学大学院総合文化研究科では演劇研究を志して高橋康也に師事するが、修士論文『遊女の文化史』を刊行、以後は芳賀徹を師と仰ぐ。平凡社『太陽』の連載「美少年尽くし」で白洲正子に注目され（「あそび」の文化」『夕顔』所収、117～121頁）、『遊女の文化史』は白洲をはじめ、宮田登、隆慶一郎（『朝日ジャーナル』コラム）らに高く評価される。
能、歌舞伎のような芸能を中心として日本文学全般に詳しく、泉鏡花や樋口一葉に関する著書を出している。なお、学生時代にはカブキロックスの前身バンド「KABUKI ROCK 一番屋」に所属して能管を担当していた。また自衛隊に体験入隊した経験もある。
「聖なる遊女」論は、ユング心理学の一派である娼婦原型を用いたものとして、小谷野敦から繰り返し批判されている（『江戸幻想批判』『日本売春史』）。またその恋愛近代化論も、徳川時代後期の遊びの世界のものに過ぎない「色」を前近代日本全体に当てはめるものとして、小谷野が執拗に批判している。
なお小谷野によると、丸谷才一の長篇小説『輝く日の宮』（講談社、2003年）のヒロインのモデルが佐伯であるという。

## 略歴
- 1983年 学習院大学文学部史学科西洋史専攻卒業
- 1989年 東京大学大学院総合文化研究科比較文学比較文化専攻博士課程単位取得満期退学（1992年修了）
- 1989年 帝塚山学院大学文学部日本文学科専任講師
- 1992年 「近代化の中の男と女」で東大学術博士。
- 1994年 帝塚山学院大学文学部日本文学科助教授
- 1997年 同国際関係学科に転属。
- 2001年 帝塚山学院大学文学部国際関係学科教授
- 2002年 同志社大学文学部社会学科教授（新聞学専攻）
- 2005年 同志社大学社会学部メディア学科教授

### 学内における役職
同志社大学メディア・コミュニケーション研究センター副センター長

### 学外における役職
- 国土庁国土審議会近畿圏整備専門委員（1996?99年）
- 関西テレビ番組審議委員
- 大阪府、京都府、兵庫県の各種委員
- サントリー学芸賞風俗・社会部門選考委員

### 兼職
- 大阪大学文学部・大学院文学研究科比較文学専攻非常勤講師（1999-2010）
- チュラーロンコーン大学（タイ）招聘教授（2007年8月）
- ベルリン自由大学在外研究員 (2010-11)

## 受賞歴
1998年 サントリー学芸賞、山崎賞 『「色」と「愛」の比較文化史』ならびに同作品を中心とした業績

## 著書

### 単著
- 『遊女の文化史』（中公新書、1987年）
- 『文明開化と女性』（新典社〈叢刊・日本の文学〉、1991年）
- 『美少年尽くし』（平凡社、1992年／平凡社ライブラリー、2015年）
- 『「色」と「愛」の比較文化史』（岩波書店、1998年、新版2010年）
- 『恋愛の起源 明治の愛を読み解く』（日本経済新聞社、2000年）
- 『泉鏡花』（ちくま新書、2000年）
- 『「愛」と「性」の文化史』（角川選書、2008年）
- 『「女装と男装」の文化史』（講談社選書メチエ、2009年）
- 『明治〈美人〉論 メディアは女性をどう変えたか』（NHKブックス、2012年）
- 『明治大正のハンサムウーマン メディアが伝えた働く女性』NHK出版、2014年。NHKカルチャーラジオ放送テキスト
- 『男の絆の比較文化史 桜と少年』（岩波現代全書、2015年）

### 共編
- 『浮世絵春画を読む 下』中公文庫、2010年。「春画と遊女」を収録、他は白倉敬彦、田中優子、早川聞多
- 『日本文学の「女性性」』増田裕美子共編、思文閣出版〈二松学舎大学学術叢書〉、2011年
- 『愛と経済のバトルロイヤル 経済×文学から格差社会を語る』橘木俊詔対談（青土社、2016年）

### 訳書
- 『双子と分身 〈対なるもの〉の神話』（ジョン・ラッシュ、平凡社〈イメージの博物誌〉、1995年）
- 『一葉語録』（岩波現代文庫、2004年）。原文と現代語訳

## 参考
- 佐伯順子 - J-GLOBAL
- 紀伊國屋書店ブックウェブ:
- 産経新聞社 インタビュー記事